# Nhóm ngôn ngữ Aklanon

Những nơi sử dụng tiếng Aklanon

Nhóm ngôn ngữ Aklanon là một nhóm ngôn ngữ thuộc nhóm Visayan. Ngôn ngữ này được 400.000 người sử dụng tại tỉnh Aklan tại Philippines. Theo Ethnologue, ngôn ngữ này có thể hiểu lẫn nhau đến 65-68% với tiếng Hiligaynon với một vốn từ vựng tương tự. Đây là ngôn ngữ duy nhất tại Philippines có âm ghép ea (phát âm "l" với tiếng rền của âm "r"). Theo truyền thuyết, âm ghép này bắt nguồn từ người cai trị đầu tiên tại Aklan, Datu Bangkaya, một người ngắn lưỡi nên không thể nói âm "l".